# رواندا در المپیک تابستانی ۲۰۲۴
کاروان المپیک رواندا، یکی از کاروان‌های شرکت‌کننده در بازی‌های المپیک تابستانی ۲۰۲۴ بود. این دوره از بازی‌ها از ۲۶ ژوئیه تا ۱۱ اوت ۲۰۲۴ (۵ تا ۲۱ امرداد ۱۴۰۳ خورشیدی) به میزبانی پاریس، پایتخت فرانسه برگزار شد. این حضور، یازدهمین حضور کاروان رواندا در المپیک پس از نخستین حضور در المپیک ۱۹۸۴ بود. رواندا تاکنون موفق به کسب مدالی نشده است.

## شرکت‌کنندگان
فهرست زیر به ورزشکاران این کاروان اشاره داردو
| ورزش        | مردان | زنان | مجموع |
| ----------- | ----- | ---- | ----- |
| دو و میدانی | ۱     | ۱    | ۲     |
| دوچرخه‌سواری | ۱     | ۲    | ۳     |
| شمشیربازی   | ۰     | ۱    | ۱     |
| شنا         | ۱     | ۱    | ۲     |
| مجموع       | ۳     | ۵    | ۸     |